# Engagement (psychologie sociale)
Pour l’article homonyme, voir Engagement (homonymie).
En psychologie sociale, l'engagement désigne l'ensemble des conséquences d'un acte sur le comportement et les attitudes.
L'engagement peut être considéré comme une forme radicale de dissonance cognitive. Le processus d'engagement peut se poursuivre dans un engrenage (escalation of commitment, « escalade d'engagement ») souvent mis en évidence dans le cadre des recherches sur la prise de décision dans les organisations.
Dans tous les cas, c'est la situation qui détermine le comportement et non pas les attitudes ou la personnalité des participants à l'expérience. Ces derniers peuvent cependant rationaliser ou justifier ce comportement en l'attribuant à leurs opinions ou à leur volonté. La notion d'engagement peut donc former une explication du changement d'attitude qui prend le contrepied des approches de persuasion puisque les attitudes deviennent une conséquence du comportement et non l'inverse.
La notion d'engagement est notamment associée aux travaux de Kiesler dans les années 1960, et ceux de Joule et Beauvois dans les années 2000.

## Définitions
Kiesler et Sakumura sont les premiers auteurs à donner une définition de la psychologie de l'engagement. Ils la définissent comme « le lien qui relie l'individu à ses actes comportementaux ». À travers ce lien, la personne est engagée par son acte. Cependant, pour Beauvois et Joule, cette définition semble incomplète. Selon eux, « l'engagement correspond, dans une situation donnée, aux conditions dans lesquelles  la réalisation d'un acte ne peut être imputable qu'à celui qui l'a réalisé ».
Précisons que cette définition est à comprendre dans le cas d'un engagement de type externe, c'est-à-dire que l'engagement fait appel à des facteurs externes qui vont influencer le comportement de la personne.

## Origine de la théorie
Lors de la seconde guerre mondiale, les Américains devaient modifier leurs habitudes alimentaires par souci économique et afin d'éviter la malnutrition. Or, ceux-ci ont une nette préférence pour le steak et les beaux morceaux. Les campagnes d'information, diffusées par la radio et la presse, destinées à les convaincre de consommer des abats, restaient inefficaces. À la demande des services publics, le psychologue social Kurt Lewin s'y intéresse. C'est à cette occasion qu'il découvre l'effet de gel. Celui-ci est un processus psychologique qui entraine un changement dans le comportement de la personne, et repose sur une décision facile à obtenir lorsque celle-ci a l’impression de l’avoir prise de son propre chef. L’individu se retrouve donc piégé dans des décisions qu’il a prises en apparence en toute liberté. Revenons à la crise économique aux États-Unis, l'auteur va utiliser plusieurs méthodes pour influencer les personnes à consommer des abats.
La première méthode de Lewin consiste à utiliser la persuasion. Des petits groupes de ménagères sont invitées à une conférence où elles assistent à une démonstration éloquente de tous les bienfaits des abats. Chacune reçoit un document rempli de recettes alléchantes. Les résultats sont catastrophiques : seules 3 % d'entre elles vont cuisiner les bas morceaux. Pourtant, la majorité de celles-ci sont convaincues par le séminaire. Au vu de ces résultats, le chercheur s'interroge sur la manière de lier la motivation à l'action.
La seconde méthode consiste alors à remplacer le conférencier par un animateur. Après avoir exposé les mêmes arguments que dans la conférence, celui-ci suscite la discussion de groupe. Les ménagères posent des questions et s'échangent les recettes. À la fin de la séance, l'animateur demande à celles qui vont cuisiner des abats dans la semaine de lever la main. Cette méthode induit une augmentation importante de changement de comportement puisque 32 % des ménagères cuisinèrent effectivement des abats. Selon Lewin, c'est l'acte de décision qui va avoir un effet de gel. Donc, le fait de lever la main entraîne l'individu à adhérer à sa décision et à s'engager face au groupe.

### Premiers travaux

Graphique de l'expérience de Milgram représentant le pourcentage d'individu se soumettant à l'autorité en induisant des chocs électriques

L'un des premiers chercheurs à s'être intéressé à la soumission librement consentie et plus particulièrement à la soumission à l'autorité fut Stanley Milgram avec sa célèbre expérience de Milgram. Son expérience cherchait à évaluer le degré d'obéissance d'un individu devant une autorité qu'il juge légitime et à analyser le processus de soumission à l'autorité, notamment quand elle induit des actions qui posent des problèmes de conscience au sujet. Son étude comportait trois personnes, à savoir l'expérimentateur en blouse blanche incarnant la vision hiérarchique, le sujet testé qui avait pour mission de poser des questions à un autre volontaire et envoyer des chocs électriques si les réponses étaient fausses, et le volontaire qui était en fait un complice. Ce dernier devait répondre à ces questions et simuler la douleur lorsqu'il recevait les (fausses) décharges électriques en cas de mauvaises réponses. Les résultats démontrent que la grande majorité des individus vont se soumettre à l'autorité et envoyer des chocs électriques jusqu'au taux qui leur a été présenté comme mortel.
L'expérience de Milgram fut reprise dans le cadre d'un jeu télévisé par Jean-Léon Beauvois et son équipe. À nouveau, les résultats du Jeu de la mort ont suscité beaucoup de commentaires dans l’opinion publique mais la méthode utilisée a fait naître critiques et controverses chez des psychologues et des philosophes des sciences.

### Les effets de l'engagement
Pour comprendre les effets de l'engagement, il semble important dans un premier temps de différencier deux types d’actes qui sont très engageants : les actes non-problématiques et les actes problématiques. Les actes problématiques sont contraires à nos idées et nos valeurs, alors que les non-problématiques sont considérés comme conforme à nos motivations profondes et à nos valeurs. Selon Beauvois et Joule, ces actes sont saillants au niveau cognitif et comportemental. Ci-dessous, nous expliquons brièvement le développement de ces effets :
Sur le plan cognitif :
- Si c’est un acte  non problématique, l'engagement va entrainer un renforcement des attitudes tant sur le plan comportemental que cognitif (valeurs…). Par exemple, si l’on est déjà pour la cause homosexuelle, s’engager va accroître cette prise de position. Dans le cas d'une menace de cette position, les attitudes peuvent même prendre une tournure extrême (effet boomerang)[6].
- Alors que si c’est un acte problématique, l’engagement entraîne des changements au niveau comportemental et cognitif. Il se crée un ajustement mental à l’acte, c'est ce qu'on appelle le processus de rationalisation. Le sujet va ajuster ses valeurs et ses pensées par rapport à son engagement et sera moins opposé à l’homosexualité. Précisons que la rationalisation ne s'obtient que dans des contextes de liberté.

Sur le plan comportemental :
L'engagement peut conduire à l'émergence de nouveaux comportements, que ce soit au niveau des actes problématiques ou non problématiques. Pour les deux, ceux-ci entraînent une stabilisation du comportement et une résistance dans le temps sur la réalisation de nouveaux actes.
- D'un point de vue non problématique : comme nous venons de l'expliquer plus haut, l'engagement crée une consolidation des décisions et de nouveaux comportements. Au niveau des attitudes, celles-ci sont bien souvent renforcées, allant parfois jusqu'à l'extrême en cas de menace.
- Du point de vue problématique : les effets de l'engagement peuvent affecter les attitudes de manière plus spécifique, conduisant souvent à des changements d'attitude et à leur rationalisation.

## Soumission librement consentie
Robert-Vincent Joule et Jean-Léon Beauvois ont créé le concept de soumission librement consentie, aussi appelé soumission sans pression en 1966 par Freedman et Fraser. Il est utilisé pour décrire la conséquence d'un procédé de persuasion qui conduit à donner l'impression aux individus concernés qu'ils sont les auteurs de leurs décisions. De cette manière, une personne pourrait ainsi modifier son comportement, ses objectifs et ses choix avec le sentiment d'être responsable de ces modifications.
Les auteurs la définissent de cette manière : « pour traduire cette forme de soumission particulièrement engageante, qu'elle nous conduise à agir à l'encontre de nos attitudes, de nos goûts, ou qu'elle nous conduise à réaliser des actes d'un coût tel que nous ne les aurions pas réalisés spontanément. Tout se passe dans cette situation comme si l'individu faisait librement ce qu'il n'aurait jamais fait, sans qu'on l'y ait habilement conduit et qu'il n'aurait d'ailleurs peut-être pas fait sous une contrainte manifeste. »
La soumission librement consentie peut être employée via de nombreuses techniques et procédures.

## Techniques et procédures
La théorie de l'engagement englobe un grand nombre de techniques et procédures. Régulièrement utilisées via des stratégies de manipulation en marketing, ces concepts font souvent l’œuvre d'utilisation malhonnête. Prendre connaissance de leur existence permet de s'en protéger.
Dans les plus connues, on retrouve la théorie de l'étiquetage et la technique du pied-dans-la-porte mais aussi l’hypocrisie induite ou encore l'amorçage avec diverses variantes telles que la porte-au-nez, pied-dans-la-bouche et d'autres stratégies de manipulations.

### L’hypocrisie induite
Le paradigme de l'hypocrisie induite consiste à dire quelque chose et en faire une autre. Cet écart que l'on peut observer entre la norme et les comportements passés engendre très régulièrement un sentiment plus ou moins important de dissonance cognitive chez l'individu qu'il s'efforcera de réduire par diverses stratégies telles que le changement d'attitude ou la trivialisation.
Elliot Aronson (1991) fut le précurseur du paradigme de l'hypocrisie induite. En effet, sa première étude consistait à demander à des individus dans le cadre d'une campagne contre le SIDA de se remémorer les actes sexuels sans préservatif qu'ils avaient eus auparavant (condition expérimentale) contrairement à l'autre moitié des participants à qui on ne demandait rien (condition contrôle). Ensuite, on mesurait leur intention de mettre des préservatifs à l'avenir. Les chercheurs constatent que les intentions de se protéger sont plus importantes dans la condition d'hypocrisie induite (expérimentale) que dans celle de contrôle.

### Technique de l'étiquetage
Pour comprendre cette stratégie, Miller, Brickman et Bolen (1975) ont mené une expérience sur des enfants âgés de huit à onze ans dans laquelle ils tentaient de leur apprendre à mettre leurs déchets dans la poubelle après l'heure de cours. Pour s'y prendre, les chercheurs ont mis en place trois conditions. Dans la première, le professeur disait aux enfants qu'il faut être propre et ordonné (condition de persévération). Dans la seconde condition, l'enseignant affirmait que les enfants étaient propres et ordonnés (condition d'étiquetage). Enfin, dans la troisième condition, l'enseignant ne disait rien à la fin du cours (condition contrôle). À la fin du cours, le professeur distribuait aux enfants des sachets de bonbons et mesurait la quantité de déchets jetés à la poubelle. En effet, c'est dans la condition d'étiquetage où l'on retrouvait un nombre plus important de déchets dans la poubelle par rapport aux deux autres conditions.
On retrouve ce concept dans l'enseignement scolaire sous le nom d'effet Pygmalion.

### Le toucher
Le contact physique calibré augmente le pourcentage d'acceptation d'une demande. L'expérience de Guéguen (2011) nous le démontre et consiste à demander simplement à des gens dans la rue s'ils n'ont pas quelques petites pièces pour le dépanner. 28 % des passants acceptent (condition contrôle). L'expérimentateur constate que ce pourcentage passe à 47 % lorsque l'on accompagne la demande par un bref toucher de l'avant-bras. Une autre expérience de ce même auteur consiste à demander à des étudiants de passer volontairement devant la classe pour détailler l'avancement de leur travail. Seulement 11,5 % des élèves sont d'accord pour se porter volontaire (condition contrôle). On observe que ce chiffre est triplé (29,4 %) lorsque l'enseignant accompagne sa demande par un toucher.

### L'amorçage
La technique de l'amorçage englobe un grand nombre de paradigmes théoriques et d'études empiriques consistant à présenter un premier stimulus appelé amorce pour influencer la perception ainsi que le traitement d'un autre stimulus. Cette stratégie peut être utilisée à des fins de manipulation dans la vente ou encore le management. Très régulièrement, le protagoniste usant de l'amorçage pour vendre son produit ou faire accepter sa demande devra passer par le mensonge ou l'omission de certaines informations souvent problématiques pour arriver à ses fins. L'idée de l'amorçage est donc d'obtenir une première acceptation de la part du sujet en ne dévoilant pas toutes les informations dérangeantes dès le départ ce qui entraînerait pratiquement dans tous les cas un rejet du sujet. Une fois cette première acceptation instaurée, il est beaucoup plus difficile pour le sujet de se désengager. 
Un exemple d'expérience étudiant l'amorçage par omission fut réalisé par Robert Cialdini (1978). Une première condition contrôle consistait à demander à des étudiants en psychologie de passer une expérience en échange d'un crédit (requis universitaire) à 7 heures du matin. Vu l'heure matinale de l'expérience, seulement 31 % des étudiants ont accepté. Les chercheurs ont réussi à augmenter ces 31 % de présence pour l'étude matinale en 56 % grâce à la technique de l'amorçage par omission d'information. Pour s'y prendre, les chercheurs ont appelé les étudiants en leur disant qu'une expérience pour un crédit était disponible, une fois que les étudiants avaient accepté l'offre, les chercheurs leur annoncèrent que l'heure de l'expérience était fixée à 7 heures du matin. Après avoir accepté de passer l'expérience, la plupart des étudiants ne se sont pas désengagés lorsque le chercheur leur annonça l'heure du rendez-vous. La seule différence entre les deux conditions est l'obtention d'un « oui » dans la condition d'amorçage. Ce « oui », dans cette condition d'amorçage fut donné avant même que les étudiants ne connaissent toutes les modalités de l'expérience. Cette première acceptation engendre un pourcentage plus important de réponses positives par la suite. En effet, on constate qu'il y a 56 % de participation dans la condition d'amorçage au lieu de 31 % dans la condition contrôle.

### Le leurre
La technique du leurre, fortement utilisée dans le commerce est une méthode alternative à l'amorçage. Beauvois et Joule (2002) définissent le leurre comme une technique qui consiste à amener un individu à prendre librement la décision d’émettre un comportement dans le but d'en retirer certains avantages. Une fois que le protagoniste a accepté la décision, on lui fait comprendre que les conséquences sont différentes et qu'il n'a plus la possibilité d'effectuer son comportement mais qu'un autre (proposé généralement par le vendeur, manipulateur...) est possible.
Une étude illustrant ce concept qui fut par ailleurs de nombreuses fois confirmée par la littérature actuelle est celle de Joule et al. (1989) qui consistait à proposer à des étudiants en psychologie de passer une expérience amusante et rémunérée où il leur était demandé d'observer un film leur procurant des émotions positives. Une fois que tous les étudiants étaient arrivés au laboratoire, l'expérimentateur leur annonçait que malheureusement l'expérience était annulée. Au moment où les étudiants déçus rentrèrent chez eux, un autre expérimentateur intervenait (condition leurre) et leur proposait une expérience beaucoup moins intéressante et non-rémunérée. On constate que plus de la moitié des étudiants accepteront de passer l'expérience par rapport à la condition contrôle.

### Technique du pied-dans-la-porte
Le pied-dans-la-porte ou foot-in-the-door est une technique de manipulation étudiée en psychologie sociale. Elle consiste à faire une première demande facilement réalisable qui une fois accomplie et acceptée par l'individu, débouchera sur une autre demande plus difficile à réaliser. Le fait d'accepter cette première requête augmente la probabilité que celle qui suit, bien que plus coûteuse soit acceptée. La technique du pied-dans-la-porte peut être classique ou implicite selon que la demande soit explicite ou non.

#### Approche classique
Les précurseurs de cette théorie sont Freedman et Fraser (1966) qui analysent ce concept à l'aide d'une fausse enquête sur les habitudes alimentaires des ménagères aux États-Unis. Les chercheurs sélectionnent un groupe contrôle (A) et un groupe expérimental (B). Pour le groupe contrôle (A), les chercheurs se sont fait passer pour des enquêteurs étudiant les habitudes alimentaires en sonnant aux portes des maisons. Ils demandent à chaque famille s'il leur était possible de rentrer chez eux pour venir examiner le contenu de leurs armoires. Pour la condition expérimentale (B), la demande était la même mais un coup de téléphone 3 jours avant la visite était passé dans le but de poser 8 questions sur leurs habitudes alimentaires.
Au niveau des résultats, pour la condition contrôle (A) seulement 22,8 % des ménagères ont laissé rentrer les enquêteurs dans leur logement contre 52,8 % dans la condition expérimentale où un coup de téléphone était passé avant. En effet, on observe plus du double d'acceptation lorsque la demande principale est précédée par une demande plus accessible.

#### Approche implicite
L'approche implicite est une variante de l'approche classique du pied-dans-la-porte dans laquelle la demande n'est plus explicite.
Uranowitz (1975) a demandé à des ménagères dans un centre commercial de garder son sac de course sous prétexte qu'il devait retrouver son portefeuille qu'il avait fait tomber quelques rayons plus loin. Pratiquement 100 % des ménagères ont accepté de garder ses affaires jusqu'à ce qu'il revienne. Ensuite, un peu plus tard, un second expérimentateur, déguisé en client fait tomber volontairement un petit paquet sans faire mine de le remarquer devant la ménagère. Les résultats montrent que 80 % des ménagères qui ont accepté de garder les affaires du premier expérimentateur ont prévenu le second expérimentateur que son sac était tombé. Dans la condition contrôle (celle où les ménagères n'avaient pas dû garder les affaires de l'expérimentateur), seulement 35 % d'entre elles ont ramassé le paquet.

### Technique de la porte-au-nez
La technique de la porte-au-nez est une variante opposée du pied-dans-la-porte. En effet, cette stratégie de manipulation consiste à faire une première requête très coûteuse qui ne sera probablement pas acceptée pour en poser une seconde, moins coûteuse par la suite.
On peut par exemple observer ce phénomène dans certaines pratiques de marchandage. On commence par demander beaucoup dans l'intention d'obtenir moins. En effet, le vendeur annonce un premier coût élevé pour obtenir un prix moyen ou acceptable.
Robert Cialdini et son équipe ont mis en évidence en 1975 l'impact que pouvait avoir la stratégie de la porte-au-nez dans une étude sur de jeunes étudiants. Ils ont communiqué une première demande (condition contrôle) dans laquelle ils proposaient à des étudiants de s'occuper de jeunes délinquants pendant deux heures dans un zoo. Seulement 16,7 % des étudiants ont accepté la demande. Pour faire augmenter le pourcentage de participation des étudiants, les chercheurs ont utilisé la stratégie de la porte-au-nez. Ils ont donc premièrement posé une demande coûteuse en investissement qui consistait à s'occuper deux heures par semaine pendant deux ans des jeunes délinquants. Bien évidemment, tous les étudiants ont refusé la première demande. Ensuite, les chercheurs ont proposé une requête beaucoup moins coûteuse, la requête cible, qui consistait à ne s'occuper des jeunes délinquants qu'une seule fois pour une durée de deux heures. Dans ce dernier cas, on constate que 50 % des étudiants acceptent à savoir trois fois plus que dans la condition contrôle.

### Technique du pied-dans-la-bouche
La technique du pied-dans-la-bouche consiste à poser une formule de politesse du type « comment allez-vous ? » avant la requête. Le fait de poser ce type de question avant la demande augmentera le pourcentage d'acceptation.
Howard et son équipe (1990) demandaient à des individus par téléphone s'ils pouvaient acheter une boite de cookies pour une association caritative. Seulement 10 % des gens acceptaient (condition contrôle). Dans sa condition expérimentale, Howard (1990) utilisa le pied-dans-la-bouche en demandant simplement en début d’interaction : « Comment allez-vous ? ». Il constata que lorsque la demande était précédée par une formule de politesse, le pourcentage d'acceptation augmentait. En effet, 25 % des gens ont acheté des cookies dans cette deuxième condition.

### Technique de la crainte-puis-soulagement
On a pu observer cette stratégie durant les guerres notamment lors des séances de torture. Par exemple, lorsqu'un bourreau menaçait, insultait ou torturait un détenu, il lui arrivait de marquer une pause à un moment où le torturé s'attendait au pire. Lors de cette pause, tous les instruments de torture étaient rangés et le bourreau devenait beaucoup plus calme ce qui engendrait un sentiment de soulagement inespéré chez le détenu. Ce soulagement avait pour conséquence que bon nombre de prisonniers avouaient les informations et aveux demandés.
Dolinsky et Nawrat (1998) démontre ce phénomène à l'aide d'une expérience sur des étudiants à qui on demande de se présenter à une expérience universitaire comportant trois conditions. Dans la condition crainte, on leur annonce qu'ils auront des chocs électriques s'ils ne répondent pas correctement. Dans la condition crainte-puis-soulagement pratiquement identique à la précédente, une fois qu'ils sont arrivés, on leur dit que finalement, ils ne recevront plus de chocs électriques mais devront simplement lancer des fléchettes sur des cibles. Enfin, la condition contrôle consiste à simplement demander aux étudiants de lancer des fléchettes. Pour les trois conditions, pendant que les participants attendaient leur tour, une étudiante leur proposait de faire un don pour une association caritative. Les résultats de cette étude montre que 52,5 % des participants acceptent de faire un don dans la condition contrôle contre 75 % dans la condition crainte-puis-soulagement et seulement 37,5 % dans la condition crainte.

### Méthodes alternatives de manipulation
D'autres stratégies de manipulation sont synthétisées dans le Petit traité de manipulation à l'usage des honnêtes gens.

#### La technique du mais-vous-êtes-libre-de
Le fait de dire à la personne qu'elle est libre ou non d'accepter notre requête va augmenter considérablement son pourcentage d'acceptation. Guéguen et Pascual (2000) ont mené une étude mesurant l'impact de la technique du mais-vous-êtes-libre-de sur des passants dans la rue en leur demandant « Excusez-moi, auriez-vous une petite pièce de monnaie pour prendre le bus ? » Deux conditions sont proposées dans leur étude ; la condition contrôle consiste à simplement faire la requête et s'arrêter là. Dans la condition mais-vous-êtes-libre-de, l'expérimentateur après avoir demandé une pièce de monnaie et avant que le passant ne réagisse, ajoute « Mais vous êtes libre d'accepter ou non ». Les résultats montrent une différence significative entre les deux types d'approches. En effet, seulement 10 % des gens donnent dans la condition contrôle pour 47,5 % dans la condition mais-vous-êtes-libre-de.

#### La technique du un-peu-c'est-mieux-que-rien
Cette stratégie consiste à demander une somme tellement faible (pour une demande de don, par exemple), qu'il serait ridicule de refuser. Par exemple, Beauvois et Joule (2014) donnent l'exemple d'une personne à qui on demanderait 3 euros pour une association caritative mais que même 10 centimes seraient déjà mieux que rien. On constate dans cette condition, un pourcentage plus élevé de donation.
Une expérience empirique mise sur pied est celle de Cialdini et Schroeder (1976) consistait à récolter des dons en sonnant aux portes pour une association de lutte contre le cancer. Dans la première condition (contrôle), ils demandaient : « Voulez-vous nous aider en faisant un don ? ». Dans la condition un-peu-c'est-mieux-que-rien, ils rajoutaient « Même un penny nous aiderait ». Les résultats de cette étude montrèrent que dans la condition contrôle, 28,6 % des sujets ont fait un don contre 50 % dans la condition un-peu-c'est-mieux-que-rien.
Bien évidemment, il existe un nombre important de variantes à cette étude notamment celle-ci, réalisée par les mêmes chercheurs qui consistait à remplacer la phrase d'accroche par : « Les contributions les plus basses que nous avons reçues jusqu'à présent sont d'un penny ». À nouveau, on observe une différence significative entre la condition contrôle (32,2 %) et la condition un-peu-c'est-mieux-que-rien (64,5 %).

#### La technique du ce-n'est-pas-tout
Cette stratégie est régulièrement utilisée dans les techniques de vente et de marchandage. Pour illustrer et comprendre ce concept, Burger (1986) a étudié l'impact du ce-n'est-pas-tout sur la propension à acheter des cookies dans une cafétéria. Il y avait deux conditions à son étude. Dans la première condition (ce-n'est-pas-tout), lorsque les sujets demandaient un cookie à l'expérimentateur, déguisé en serveur à la cafétéria, celui-ci leur annonçait le prix exorbitant de 75 centimes et rajoutait, avant que le sujet ne décommande, qu'il s'était trompé et que pour ce prix-là, ils pouvaient avoir deux cookies. La seconde condition (contrôle) consistait simplement à présenter les deux cookies pour 75 centimes. Les résultats de l'étude démontrent que 73 % des sujets dans la condition ce-n'est-pas-tout payent 75 centimes pour obtenir deux cookies au lieu d'un au départ contre seulement 40 % dans la condition contrôle.

#### La technique du pied-dans-la-mémoire
Ce terme donné par Joule et Beauvois (2014), en lien avec la théorie de la dissonance cognitive, nous permet d'expliquer comment amener librement quelqu'un à faire ce que l'on aimerait qu'il fasse.
Dickerson et son équipe (1992) s'intéressent au phénomène de la technique du pied-dans-la-mémoire sur des jeunes étudiantes en Californie. Dans une piscine publique, avant que les étudiantes ne gagnent leur douche après la natation, un militant les arrête en leur faisant signer un papier racontant que l'eau s'avère être une source rare en Californie et que par conséquent, il fallait ne pas la gaspiller. L'annonce exacte pour citer Beauvois et Joule (2014) était : « Prenez des douches plus courtes. Arrêtez l'eau quand vous vous savonnez. Si je peux le faire, vous le pouvez aussi ! »
C'est à l'étape suivante qu'apparait l'influence du pied-dans-la-mémoire. En effet, une fois la charte signée, le militant invitait les étudiantes à se souvenir des moments de leur journée où elles avaient pour habitude de consommer plus d'eau que nécessaire. Ensuite, le militant se retirait et les étudiantes retrouvaient leur douche. Les chercheurs ont chronométré le temps passé sous la douche à leur insu dans les différentes conditions. Les chercheurs constatent que les étudiantes à qui on a demandé de signer la charte et de s'imaginer les moments où elles utilisaient beaucoup d'eau passaient moins de temps dans la douche (3,5 minutes) qu'elles ne seraient restées habituellement (5 minutes). Ces mêmes étudiantes restaient également moins longtemps dans la douche par rapport à celles qui avaient juste signé la charte, sans devoir se souvenir de leurs habitudes (4 minutes).
D'autres chercheurs ont obtenu les mêmes effets que l'étude précédente mais cette fois-ci, en augmentant considérablement le nombre de préservatifs achetés (Stone, Aronson, Crain, Winslow et Fred, 1994).

## Applications
À la suite des nombreux écrits portant sur l'engagement et la soumission librement consentie, diverses sociétés ont demandé à des psychologues sociaux d'appliquer ces théories et techniques au sein de leurs entreprises, dans le but d'obtenir de nouveaux comportements. C'est ce que Beauvois et Joule ont fait en effectuant des expérimentations dont ils ont rassemblé leurs résultats dans la soumission librement consentie.

### Réduire la consommation d'électricité
Dans leur livre, Beauvois et Joule expliquent les résultats de leur expérience sur la manière d'influencer les employés d'un hôpital à réduire leur consommation d'électricité à long terme. Dans les années 1980, la montée du dollar a des conséquences au niveau économique jusqu'en Europe. Se basant sur les recherches de Pallak et ses collègues, les auteurs de la soumission librement consentie décrivent une expérience similaire qu'ils ont réalisée en milieu hospitalier.
L'intervention de Beauvois et Joule se déroule en quatre phases. Dans un premier temps, les expérimentateurs demandent que soient placés des compteurs dans deux secteurs différents de l'hôpital, ce qui permettra d'avoir une comparaison entre le groupe expérimental et le groupe contrôle. La première étape est celle du pied dans la porte : l'intervenant demande aux employés de répondre à un questionnaire sur les économies d'énergie. Celui-ci a un double intérêt. Le fait de remplir le questionnaire consiste déjà en un acte préparatoire car les personnes acceptent de remplir celui-ci. Un premier acte d'engagement est donc créé. Ensuite, le fait de répondre au questionnaire permet aux chercheurs d'approfondir leurs connaissances sur les attitudes du personnel.
Après avoir réalisé le premier acte préparatoire, l'intervenant demande aux personnes d'être volontaires pour remplir une fiche de candidature, ce qui est encore un acte engageant. Presque tout le personnel accepte. Ensuite, celui-ci consacre une dizaine de minutes avec l'employé pour lui demander quelles solutions pourraient être trouvées pour réaliser des économies. Naturellement, à chaque étape de l'engagement, le chercheur souligne que la personne est « tout à fait libre d'accepter ou de refuser ».
La seconde phase est celle de l'amorçage : l'ensemble du personnel est réuni en petits groupes de discussion. L'expérimentateur demande à chaque groupe de décider collectivement de ce qu'ils vont faire pour réduire leur consommation d'énergie pendant une semaine.
La troisième phase : au bout d'une semaine, le chercheur réunit à nouveau les petits groupes formés précédemment. Il informe les employés des économies réalisées et leur propose de prolonger l'expérience d'une semaine.
La dernière phase consiste à mesurer les résultats : le scientifique demande aux sujets de remplir à nouveau le questionnaire initial, qui était de connaître leurs attitudes face aux économies d'énergie. Il les informe par la même occasion qu'il recontactera l'ensemble du personnel dans un mois.
Les chercheurs constatent que cette procédure a des effets sur le comportement, mais aussi sur les attitudes. Le résultat général de cette expérimentation est qu'il y a concrètement des économies d'énergie réalisées. Elles sont de 25 %, ce qui est plus que les prédictions attendues. Les scientifiques comparent les résultats du questionnaire initial à celui rempli dans la dernière étape et constatent des différences significatives. En effet, les personnes après l'intervention estiment qu'il est plus facile de réaliser des économies.

### L'éducation
De nombreuses expériences ont été réalisées en éducation.
L'une des premières expériences sur l'obéissance des enfants se déroule en 1965. Freedman dispose des jouets dans une pièce et incite les enfants à jouer avec ceux-ci, excepté un robot avec lequel l'enfant ne doit pas jouer, mais qui est placé à portée de mains. Le chercheur utilise deux types de conditions pour se faire obéir : l'une avec une forte menace qui entraine des conséquences, et l'autre une menace légère où on leur dit que ce n'est pas bien. Après trois semaines, les enfants rejouent avec les mêmes jouets, mais il n'y a plus de conditions, ni de consignes. Dans cette phase de l'expérience, les enfants dans la condition « légère menace » sont deux fois moins nombreux à désobéir, donc à jouer avec le robot (29 % contre 67 %) que ceux qui ont reçu une lourde menace. Cette expérience prouve qu'une forte menace n'entraîne pas forcément la soumission des enfants. Et que l'enfant se conformera plus facilement aux attentes sous la menace légère. Selon Freedman, l'enfant se conformerait aux attentes de l'adulte et l'intérioriserait.
Une autre expérience est réalisée quelques années plus tard en 1973 par Lepper. Celui-ci utilise encore deux types de menaces. Dans cette expérience, les enfants ont la possibilité de tricher pour obtenir des cadeaux. Les enfants ayant subi la menace légère résistent mieux à l'envie de tricher que le groupe contrôle.
D'autres expériences similaires ont été réalisées dans les années 1970 par Aronson et Carlsmith. Ils en concluent que les menaces légères sont un bon moyen pour assurer la formation de valeurs chez les enfants.
Au vu de tous ces résultats, nous pouvons conclure que la pédagogie de la liberté est plus efficace pour intérioriser les normes que les pédagogies traditionnelles, dont le comportement ne perdurerait pas si la personne d'autorité disparaît. La pédagogie de l'engagement peut faciliter l'intériorisation des règles et valeurs dans les rapports éducatifs.

### Le don d'organes

Les stratégies de manipulation fonctionnent aussi pour le don d'organe

Une étude sur le don d'organes a été réalisée en 1984 par Carducci et Deuser.
Cette recherche permet de comparer deux stratégies : l'une sur la présentation d'arguments de donner ses organes (stratégie persuasive), et la seconde, impliquant la technique du pied-dans-la-porte, dont le comportement est de répondre par oui ou par non à une série de vingt questions. Ce comportement est peu coûteux pour le sujet, s'appelle un acte préparatoire et permet l'engagement. Leurs résultats sont sans appel. Dans la technique du-pied-dans-la-porte, les sujets qui devaient répondre aux questions se montrèrent plus enclins au don d'organe que les autres.
D'autres expériences ont été réalisées par la suite, et montrent que réduire le questionnaire à cinq questions permet d'avoir les mêmes résultats sur le désir d'être donneur d’organes que dans l'autre condition.

### Cigarette

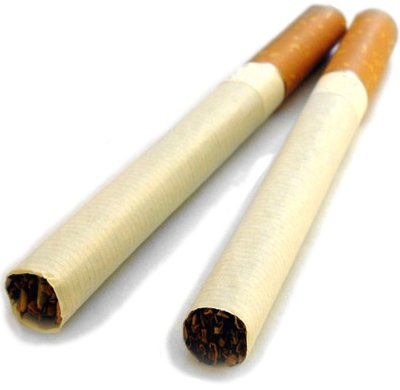
La consommation de cigarettes peut être diminuée par des techniques de manipulation

Dans la plupart des cas, si l’on demande directement à des personnes de se priver de tabac pendant une journée, il est fort probable que celles-ci refuseront. Ce n’est pourtant pas ce qui se passe dans les recherches de Beauvois et Joule (2002).
Dans leur groupe contrôle, le chercheur annonce aux sujets qu’ils seront privés de tabac pendant 18 h, seuls 4,2 % finissent par accepter, c’est-à-dire 95,8 % qui refusent la privation. Dans la seconde condition, il use des procédures de la soumission librement consentie. Un double pied-dans-la-porte, et un double amorçage : le scientifique demande dans un premier temps si les sujets acceptent de participer à une recherche sur la concentration des fumeurs, tout en soulignant le fait qu’ils sont totalement libres d'accepter ou de refuser. Quelques jours après, les sujets  se présentent au rendez-vous pour passer deux séries de tests à 18 heures d’intervalle. Les sujets apprennent qu’ils doivent se priver de la cigarette pendant ces 18 heures. Il précise qu’ils ont le choix d'accepter ou de refuser. La totalité des sujets accepte. Parmi eux, 90,5 % vont jusqu’au bout de l’expérience et s’abstiennent donc de fumer. S'abstenir de fumer est un acte réputé comme difficile, qui a néanmoins été obtenu sans contrainte par la soumission librement consentie.

### Les accidents de travail
Toujours dans le livre de de Beauvois et Joule, La soumission librement consentie, ceux-ci relatent plusieurs expériences réalisées dans le cadre de la protection au travail. Ci-dessous, nous en présenterons une brièvement : 
Au XXIe siècle, la protection au travail devient l'une des priorités dans les entreprises. Cependant, malgré les campagnes de sécurité actuelles, la plupart des travailleurs rechignent à utiliser les équipements de protection. Nous allons ici vous présenter une étude réalisée sur la prévention des protections visant à empêcher les troubles auditifs : une entreprise fait appel à l'équipe de Beauvois et Joule. Leur règlement exige le port de protections sonores sous peine de sanctions disciplinaires, consigne souvent négligée par une partie des ouvriers. Les chercheurs vont agir en quatre phases pour tenter d'influencer les travailleurs à se protéger contre les risques de surdités.
La première phase : l'observation préalable. L'observation est réalisée pendant dix jours par une personne de l'entreprise à l'insu des 32 employés. En voici les résultats : 15 ouvriers sur 32 ne portent jamais de protection auditive. 8 ne la portent que de temps en temps et 9 sur les 32, la portent toujours.
La deuxième phase : l'acte préparatoire. L'intervenant prend contact avec chaque ouvrier, en leur demandant de remplir un petit formulaire. Tous acceptent. Celui-ci n'a aucune importance mais permet d'obtenir un premier acte librement décidé (l'acte préparatoire). Après avoir rempli le document, l'intervenant demande aux ouvriers de participer à une réunion de près d'une heure sur le thème de la sécurité en usine. Tous agréent à la requête.
La troisième phase : les entretiens de groupe. Les tables rondes se déroulent en dehors des heures de travail. Les ouvriers discutent de la sécurité à l'usine par petits groupes, et s'expriment donc publiquement devant leurs collègues sur les actes qu'ils s’engagent à réaliser.
La quatrième étape : L'observation finale. Une observation est à nouveau réalisée. 12 ouvriers sur les 32 portent dorénavant constamment leur protection. Le port régulier de la protection auditive a lui aussi augmenté, et seuls 4 ouvriers sur 32 se refusent encore à la porter.

### Applications marketing et commerciales
Joule et Beauvois explicitent les applications commerciales et marketing de la théorie psychosociale de l’engagement. Le principe est d'inciter les consommateurs à réaliser un acte préparatoire qui les engage vers l'achat. Certaines de ces pratiques posent toutefois des problèmes éthiques qui doivent attirer l’attention du législateur. Par exemple, Helme-Guizon et Amato expliquent que l’Internaute désirant jouer sur Internet à « Qui veut gagner des millions » est  l’objet d’un effet d’amorçage, car on ne lui révèle le coût du jeu (il doit payer 0,56 centimes d’euros pour participer) qu’après avoir rempli de nombreux écrans d’inscription. Dans la même veine, Gueguen et Jacob montrent que des clientes attirées par une chaussure bénéficiant d’une réduction de prix de 30 % exposée en vitrine d'un magasin, entrent dans le magasin (acte préparatoire), mais une fois à l’intérieur la pointure demandée n’est pas disponible, ce qui les conduit à se reporter sur d’autres modèles vendus au prix normal (effet de leurre).
Les applications marketing de la théorie comportementale de l'engagement ne concernent pas uniquement les techniques de manipulation, mais aussi la construction de la fidélité aux marques. Frisou montre ainsi que la fidélité à la marque se consolide au travers d'actes répétés qui engagent le consommateur, tels que la fréquence d'achat de la marque et le taux de nourriture (part de marché de la marque chez les consommateurs du produit). Julienne montre que la réalisation par le consommateur d’actes témoignant de son attitude favorable envers la marque (fréquence d’achat et quantités consommées) est un excellent prédicteur de son engagement envers la marque ; la mesure de l'engagement par les comportements est aussi efficace que la mesure par l'attitude elle-même, et donc préférable à la mesure par l'attitude, puisqu'à l'heure du marketing comportemental et des objets connectés, il est plus aisé et moins coûteux de mesurer des comportements que des attitudes,. Enfin, dans le domaine de la permission marketing, Yildiz montre que l’acceptation par l’internaute de recevoir des e-mails de la part d’une marque est un acte préparatoire qui engage le consommateur dans une relation avec cette marque.

## Limites
Ces techniques ont tendance à modifier les comportements des groupes étudiés par les psychologues sociaux. Leur reconnaissance permettrait de mieux les identifier pour s'en affranchir quand on en est la cible, ou pour les utiliser à bon escient.